# Max von Sydow
Max Carl Adolf von Sydow (Lund, 1929. április 10. – Seillans, 2020. március 8.) Európai Filmdíjas svéd színész, aki olyan, Ingmar Bergman rendezővel közös munkáiról ismert elsősorban, mint A hetedik pecsét című filmklasszikus.

## Élete

### Ifjúkora
Carl Adolf von Sydow gazdag lundi családban született a svédországi Skånéban. Apja, Carl Wilhelm von Sydow etnológus volt, az ír, skandináv és összehasonlító néprajz professzora a Lundi Egyetemen. Anyja, Greta (született Rappe) tanító volt. Von Sydow lutheránusként nevelkedett, de később agnosztikussá vált. Gyermekkoráról keveset tudni, kivéve hogy szégyenlős, csendes egyke volt.
A lundi Katedrális iskolába (Katedralskolan) járt, kilencéves korától németül és angolul tanult. Az iskolában pár baráttal amatőr színtársulatot alapítottak – itt kezdődött színészi pályája. A stockholmi Királyi Drámaszínházban tanult 1948 és 1951 között, olyan későbbi színészekkel együtt, mint Lars Ekborg, Margaretha Krook és Ingrid Thulin. Még tanult, amikor a filmvásznon már bemutatkozott, Alf Sjöberg Csak egy anya (1949), illetve Miss Julie (1951) című filmjeiben (az utóbbi August Strindberg darabjának filmváltozata volt).

### Pályája
1955-ben von Sydow Malmőbe költözött és itt találkozott Ingmar Bergmannal. Első közös munkájuk színhelye a Malmői Önkormányzati Színház volt. Később olyan Bergman-filmekben szerepelt, mint A hetedik pecsét (1957), A nap vége (1957), a Szűzforrás (1960). A hetedik pecsét című filmben ő alakította a lovagot, aki sakkozik a halállal, hogy időt nyerjen társai számára. Ez a film Von Sydow és Bergman számára is áttörést hozott: Von Sydow számára ezzel több mint fél évszázados filmkarrier indult el.
Tehetségét gyorsan elismerték, már 1954-ben a Királyi Alapítvány Kulturális Díját vehette át. Rengeteget dolgozott színpadon és filmen is Skandináviában, ellenállva az Amerikai Egyesült Államokból, Hollywoodból egyre nagyobb számban érkező meghívásoknak. Szerepelt Bergman Oscar-díjas filmjeiben. Először őt választották az első James Bond-film, a Dr. No címszerepére, de végül Joseph Wiseman játszotta el a szerepet. Végül mégis engedett az amerikai hívásoknak, hogy eljátssza Jézus szerepét az 1965-ben bemutatott A világ legszebb története című filmben. Mivel több más hollywoodi produkcióban is alkalmazni akarták, családjával együtt Los Angelesbe költözött.
1965-től állandóan jelen volt az amerikai képernyőkön, de megőrizte jelenlétét Svédországban is. 1969-ben John Huston Levél a Kremlbe című filmjében szerepelt. A Hawaii és Az ördögűző című filmekben nyújtott alakításaiért 1973-ban két Golden Globe-díj-jelölést kapott. Az 1970-es évek közepén Rómába költözött, több olasz filmben játszott és barátságot kötött egy másik filmszínész legendával, Marcello Mastroiannival.
Ismét Amerikában, Sydney Pollack 1975-ös klasszikusában, A Keselyű három napja című filmben ő játszotta el az elzászi profi bérgyilkos szerepét, emlékezetes alakítással. Az 1970-es évek végén és az 1980-as évek elején komoly és kevésbé komoly filmekben egyaránt szerepelt: játszott Woody Allen 1984-es Hannah és nővérei című filmjében és az 1984-es Dűnében, de szerepelt vállalt a Flash Gordon (1980) és a Strange Brew (1983) című produkciókban is.
Ezután több amerikai film fontos, vagy épp főszerepét is eljátszotta a Hasznos holmikban (1993), a Dredd bíróban (1995), a Csodás álmok jönnekben (1998), a Különvéleményben (2002), vagy a Viharszigetben (2010).

### Magánélete
1951. augusztus 1-jén Von Sydow feleségül vette Kerstin Olin színésznőt. Két gyermekük született, Clas S. von Sydow és Henrik von Sydow. Fiai vele együtt megjelentek a Hawaii című filmben, a fiát játszva más-más életkorban.
1996-ban elvált és 1997. április 30-án Catherine Brelet francia filmrendezőnőt vette feleségül Provence-ban. Két gyermekük született, Yvan és Cedric. Von Sydow utolsó éveit feleségével élte Párizsban, élvezve az olvasást, a zenehallgatást és a kertészkedést. Kijelentette, hogy nem tér vissza színészként, amíg jó szerepet nem kap. 2002-ben francia állampolgárságot kapott, ekkor le kellett mondania svéd állampolgárságáról.

## Filmjei
| Év   | Magyar cím                            | Eredeti cím                       | Szerep                                      | Magyar hang        | Rendező                 |
| ---- | ------------------------------------- | --------------------------------- | ------------------------------------------- | ------------------ | ----------------------- |
| 1949 |                                       | Only a Mother                     | Nils                                        |                    | Alf Sjöberg             |
| 1951 | Júlia kisasszony                      | Miss Julie                        | Hand                                        |                    | Alf Sjöberg (2)         |
| 1953 |                                       | No Man's Woman                    | Olaf                                        |                    | Lars-Eric Kjellgren     |
| 1956 |                                       | Rätten att älska                  | Bergman                                     |                    | Mimi Pollak             |
| 1957 | A hetedik pecsét                      | The Seventh Seal                  | Antonius Block                              | Ujréti László      | Ingmar Bergman          |
| 1957 |                                       | The Minister of Uddarbo           | Gustaf Ömark                                |                    | Kenne Fant              |
| 1957 | A nap vége                            | Wild Strawberries                 | Henrik Åkerman                              | Jakab Csaba        | Ingmar Bergman (2)      |
| 1958 | Az élet küszöbén                      | Brink of Life                     | Harry Andersson                             | Karácsonyi Zoltán  | Ingmar Bergman (3)      |
| 1958 |                                       | Kvinnlig spion 503                | Tysk topagent Horst                         |                    | Jørn Jeppesen           |
| 1958 | Arc                                   | The Magician                      | Albert Emanuel Vogler                       | Haás Vander Péter  | Ingmar Bergman (4)      |
| 1960 | Szűzforrás                            | The Virgin Spring                 | Töre                                        | Tóth Zoltán        | Ingmar Bergman (5)      |
| 1960 |                                       | The Wedding Day                   | Anders Frost                                |                    | Kenne Fant (2)          |
| 1961 | Tükör által homályosan                | Through a Glass Darkly            | Martin                                      | Szakácsi Sándor    | Ingmar Bergman (6)      |
| 1962 |                                       | Adventures of Nils Holgersson     | az apa                                      |                    | Kenne Fant (3)          |
| 1962 |                                       | The Mistress                      | házas ember                                 |                    | Vilgot Sjöman           |
| 1963 | Úrvacsora                             | Winter Light                      | Jonas Persson                               | Szakácsi Sándor    | Ingmar Bergman (7)      |
| 1965 |                                       | 4x4                               | Kvist                                       |                    | Jan Troell              |
| 1965 | A világ legszebb története - A Biblia | The Greatest Story Ever Told      | Jézus Krisztus                              | Szakácsi Sándor    | George Stevens          |
| 1965 | A világ legszebb története - A Biblia | The Greatest Story Ever Told      | Jézus Krisztus                              | Tarján Péter       | George Stevens          |
| 1965 |                                       | The Reward                        | Scott Swenson                               |                    | Serge Bourguignon       |
| 1966 | Hawaii                                | Hawaii                            | Abner Hale tiszteletes                      | Kőszegi Ákos       | George Roy Hill         |
| 1966 | A Quiller jelentés                    | The Quiller Memorandum            | Oktober                                     | Csurka László      | Michael Anderson        |
| 1966 | A Quiller jelentés                    | The Quiller Memorandum            | Oktober                                     | Rajhona Ádám       | Michael Anderson        |
| 1966 |                                       | Here’s Your Life                  | Smålands-Pelle                              |                    | Jan Troell (2)          |
| 1968 | Farkasok órája                        | Hour of the Wolf                  | Johan Borg                                  | László Zsolt       | Ingmar Bergman (8)      |
| 1968 |                                       | Black Palm Trees                  | Gustav Olofsson                             |                    | Lars-Magnus Lindgren    |
| 1968 | Szégyen                               | Shame                             | Jan Rosenberg                               | Szakácsi Sándor    | Ingmar Bergman (9)      |
| 1969 |                                       | Made in Sweden                    | Magnus Rud                                  |                    | Johan Bergenstråhle     |
| 1969 | Szenvedély                            | The Passion of Anna               | Andreas Winkelman                           | Dunai Tamás        | Ingmar Bergman (10)     |
| 1970 | Levél a Kremlbe                       | The Kremlin Letter                | Kosnov ezredes                              | Harsányi Gábor     | John Huston             |
| 1971 |                                       | The Night Visitor                 | Salem                                       |                    | Benedek László          |
| 1971 | Emigráns                              | The Emigrants                     | Karl Oskar                                  | Szilágyi Tibor     | Jan Troell (3)          |
| 1971 |                                       | The Touch                         | Andreas Vergerus                            |                    | Ingmar Bergman (11)     |
| 1971 |                                       | The Apple War                     | Roy Lindberg                                |                    | Tage Danielsson         |
| 1972 |                                       | Embassy                           | Gorenko                                     |                    | Gordon Hessler          |
| 1972 | Új haza                               | The New Land                      | Karl Oskar                                  | Szilágyi Tibor     | Jan Troell (4)          |
| 1973 | Az ördögűző                           | The Exorcist                      | Lankester Merrin atya                       | Szabó Ottó         | William Friedkin        |
| 1973 | Az ördögűző                           | The Exorcist                      | Lankester Merrin atya                       | Tordy Géza         | William Friedkin        |
| 1974 | A prérifarkas                         | Steppenwolf                       | Harry Haller                                | Sinkó László       | Fred Haines             |
| 1975 |                                       | Egg! Egg! A Hardboiled Story      | az apa                                      |                    | Hans Alfredson          |
| 1975 |                                       | Le miroir éclate                  | Matthew Lawrence                            |                    | Claude d'Anna           |
| 1975 | A Keselyű három napja                 | Three Days of the Condor          | G. Joubert                                  | Kaló Flórián       | Sydney Pollack          |
| 1975 | A Keselyű három napja                 | Three Days of the Condor          | G. Joubert                                  | Szersén Gyula      | Sydney Pollack          |
| 1975 | Az utolsó harcos                      | The Ultimate Warrior              | Báró                                        | Helyey László      | Robert Clouse           |
| 1976 | Kutyaszív                             | Dog's Heart                       | Filipp Filippovich Preobrazenski professzor | Bács Ferenc        | Alberto Lattuada        |
| 1976 | Kiváló holttestek                     | Illustrious Corpses               | Riches, Legfelsőbb Bíróság elnöke           |                    | Francesco Rosi          |
| 1976 | Foxtrot                               | Foxtrot                           | Larsen                                      |                    | Arturo Ripstein         |
| 1976 | Tatárpuszta                           | The Desert of the Tartars         | Hortiz                                      | Bács Ferenc        | Valerio Zurlini         |
| 1976 | Az elátkozottak utazása               | Voyage of the Damned              | Schroeder kapitány                          | Sinkovits Imre     | Stuart Rosenberg        |
| 1976 | Az elátkozottak utazása               | Voyage of the Damned              | Schroeder kapitány                          | Rajhona Ádám       | Stuart Rosenberg        |
| 1977 | Ördögűző II: Az eretnek               | Exorcist II: The Heretic          | Lankester Merrin atya                       | Pathó István       | John Boorman            |
| 1977 | Menni vagy meghalni                   | March or Die                      | François Marneau                            | Szokolay Ottó      | Dick Richards           |
| 1977 | A nagy főzés                          | Black Journal                     | Lisa Carpi                                  |                    | Mauro Bolognini         |
| 1978 | A magas rangú célpont                 | Brass Target                      | Shelley                                     | Ujréti László      | John Hough              |
| 1978 | A magas rangú célpont                 | Brass Target                      | Shelley                                     | Bács Ferenc        | John Hough              |
| 1979 | Hurrikán                              | Hurricane                         | Dr Danielsson                               | Fülöp Zsigmond     | Jan Troell (5)          |
| 1979 | Ártatlan hazugságok                   | Bugie bianche                     | Marcello Herrighe                           | Bács Ferenc        | Stefano Rolla           |
| 1980 | Halál egyenes adásban                 | Death Watch                       | Gerald Mortenhoe                            | Fülöp Zsigmond     | Bertrand Tavernier      |
| 1980 | Flash Gordon                          | Flash Gordon                      | Ming császár / Ming inasa                   | Beregi Péter       | Mike Hodges             |
| 1980 | Flash Gordon                          | Flash Gordon                      | Ming császár / Ming inasa                   | László Zsolt       | Mike Hodges             |
| 1980 | Flash Gordon                          | Flash Gordon                      | Ming császár / Ming inasa                   | Kristóf Tibor      | Mike Hodges             |
| 1980 | Flash Gordon                          | Flash Gordon                      | Ming császár / Ming inasa                   | Barbinek Péter     | Mike Hodges             |
| 1981 | Menekülés a győzelembe                | Escape to Victory                 | Karl Von Steiner őrnagy                     | Gruber Hugó        | John Huston (2)         |
| 1981 | Menekülés a győzelembe                | Escape to Victory                 | Karl Von Steiner őrnagy                     | Áron László        | John Huston (2)         |
| 1981 |                                       | She Dances Alone                  | önmaga / Nijinsky                           |                    | Robert Dornhelm         |
| 1982 | Conan, a barbár                       | Conan the Barbarian               | Osric király                                | Varga Tamás        | John Milius             |
| 1982 | Conan, a barbár                       | Conan the Barbarian               | Osric király                                | Gruber Hugó        | John Milius             |
| 1982 | A sas utolsó repülése                 | Flight of the Eagle               | Salomon August Andrée                       | Rajhona Ádám       | Jan Troell (6)          |
| 1982 |                                       | Hit Man                           | O'Donnell tábornok                          |                    | José Antonio de la Loma |
| 1983 |                                       | Le Cercle des passions            | Carlo di Vilalfratti                        |                    | Claude d'Anna (2)       |
| 1983 |                                       | Strange Brew                      | Brewmeister Smith                           |                    | Rick Moranis            |
| 1983 | Dave Thomas                           | Strange Brew                      | Brewmeister Smith                           |                    |                         |
| 1983 | Soha ne mondd, hogy soha              | Never Say Never Again             | Ernst Stavro Blofeld                        | Tordy Géza         | Irvin Kershner          |
| 1983 | Soha ne mondd, hogy soha              | Never Say Never Again             | Ernst Stavro Blofeld                        | Blaskó Péter       | Irvin Kershner          |
| 1984 | Dreamscape                            | Dreamscape                        | Dr. Paul Novotny                            | Tordy Géza         | Joseph Ruben            |
| 1984 | Dreamscape                            | Dreamscape                        | Dr. Paul Novotny                            | Megyeri János      | Joseph Ruben            |
| 1984 | Dűne                                  | Dune                              | Dr. Pardot Kynes                            | Kárpáti Tibor      | David Lynch             |
| 1985 | Az Overlord hadművelet                | Code Name: Emerald                | Jurgen Brausch                              | Fülöp Zsigmond     | Jonathan Sanger         |
| 1985 | Az Overlord hadművelet                | Code Name: Emerald                | Jurgen Brausch                              | Helyey László      | Jonathan Sanger         |
| 1985 | A bűnbánó                             | The Repenter                      | Spinola                                     | Varga T. József    | Pasquale Squitieri      |
| 1986 | Hannah és nővérei                     | Hannah and Her Sisters            | Frederick                                   | Lőte Attila        | Woody Allen             |
| 1986 | Hannah és nővérei                     | Hannah and Her Sisters            | Frederick                                   | Máté Gábor         | Woody Allen             |
| 1986 |                                       | The Second Victory                | Dr Huber                                    |                    | Gerald Thomas           |
| 1986 | Farkas az ajtó előtt                  | The Wolf at the Door              | August Strindberg                           | Ujréti László      | Henning Carlsen         |
| 1986 | Egy személyes duett                   | Duet for One                      | Dr Louis Feldman                            | Helyey László      | Andrei Konchalovsky     |
| 1987 | Hódító Pelle                          | Pelle the Conqueror               | Lassefar Karlsson                           | Mádi Szabó Gábor   | Bille August            |
| 1987 | Hódító Pelle                          | Barbinek Péter                    | Lassefar Karlsson                           |                    | Bille August            |
| 1989 | Szellemirtók 2.                       | Ghostbusters II                   | Vigo (hangja)                               | Rajhona Ádám       | Ivan Reitman            |
| 1990 | Agglegény                             | The Bachelor                      | Von Schleheim                               |                    | Roberto Faenza          |
| 1990 |                                       | A Violent Life                    | VII. Kelemen pápa                           |                    | Giacomo Battiato        |
| 1990 | Apa                                   | Father                            | Joe Mueller                                 |                    | John Power              |
| 1990 | Ébredések                             | Awakenings                        | Dr Peter Ingham                             | Tyll Attila        | Penny Marshall          |
| 1991 | Halálcsók                             | A Kiss Before Dying               | Thor Carlsson                               | Bács Ferenc        | James Dearden           |
| 1991 |                                       | Europa                            | narrátor                                    |                    | Lars von Trier          |
| 1991 | A világ végéig                        | Until the End of the World        | Henry Farber                                | Rajhona Ádám       | Wim Wenders             |
| 1991 |                                       | The Ox                            | tiszteletes                                 |                    | Sven Nykvist            |
| 1991 | Legjobb szándékok                     | The Best Intentions               | Johan Åkerblom                              | Dobránszky Zoltán  | Bille August (2)        |
| 1992 | Csendes érintés                       | The Silent Touch                  | Henry Kesdi                                 |                    | Krzysztof Zanussi       |
| 1993 | Nagyapa utazásai                      | Grandpa's Journey                 | Simon S.L. Fromm                            |                    | Staffan Lamm            |
| 1993 | Hasznos holmik                        | Needful Things                    | Leland Gaunt                                | Tordy Géza         | Fraser C. Heston        |
| 1994 | Az idő pénz                           | Time is Money                     | Joe Kaufman                                 |                    | Paolo Barzman           |
| 1995 | Dredd bíró                            | Judge Dredd                       | Fargo főbíró                                | Tolnai Miklós      | Danny Cannon            |
| 1996 |                                       | Hamsun                            | Knut Hamsun                                 |                    | Jan Troell (7)          |
| 1996 | Jeruzsálem                            | Jerusalem                         | Tiszteletes                                 | Ujréti László      | Bille August (3)        |
| 1998 | Csodás álmok jönnek                   | What Dreams May Come              | Nyomkereső                                  | Tordy Géza         | Vincent Ward            |
| 1999 | Hó hull a cédrusra                    | Snow Falling on Cedars            | Nels Gudmundsson                            | Rajhona Ádám       | Scott Hicks             |
| 2001 | Álmatlanul                            | Sleepless                         | Ulisse Moretti                              |                    | Dario Argento           |
| 2001 | Druidák                               | Druids                            | Guttuart                                    | Ujréti László      | Jacques Dorfmann        |
| 2001 | Intacto                               | Intacto                           | Samuel                                      | Lőte Attila        | Juan Carlos Fresnadillo |
| 2002 | Különvélemény                         | Minority Report                   | Lamar Burgess igazgató                      | Bitskey Tibor      | Steven Spielberg        |
| 2004 |                                       | Night of the Living Dorks         | Lankester Merrin atya                       |                    | Matthias Dinter         |
| 2005 |                                       | Heidi                             | Alp bácsi                                   |                    | Paul Marcus             |
| 2006 | A nyomozás                            | The Inquiry                       | Tiberius cszászár                           | Szersén Gyula      | Giulio Base             |
| 2007 | Csúcsformában 3.                      | Rush Hour 3                       | Varden Reynard                              | Szokolay Ottó      | Brett Ratner            |
| 2007 | Érzelmi számtan                       | Emotional Arithmetic              | Jakob Bronski                               | Bács Ferenc        | Paolo Barzman (2)       |
| 2007 | Szkafander és pillangó                | The Diving Bell and the Butterfly | Apa                                         | Makay Sándor       | Julian Schnabel         |
| 2009 | Solomon Kane                          | Solomon Kane                      | Josiah Kane                                 | Szokolay Ottó      | Michael J. Bassett      |
| 2009 | Egy ember és kutyája                  | A Man and His Dog                 | Parancsnok                                  | Szokolay Ottó      | Francis Huster          |
| 2010 | Viharsziget                           | Shutter Island                    | Dr Jeremiah Naehring                        | Tordy Géza         | Martin Scorsese         |
| 2010 | Robin Hood                            | Robin Hood                        | Sir Walter Loxley                           | Makay Sándor       | Ridley Scott            |
| 2010 | Üstökös a Mumin-völgy fölött          | Moomins and the Comet Chase       | Mesélő                                      | Haás Vander Péter  | Maria Lindberg          |
| 2010 | Farkasember                           | The Wolfman                       | utas a vonaton                              | Garai Róbert       | Joe Johnston            |
| 2011 | Rém hangosan és irtó közel            | Extremely Loud & Incredibly Close | Bérlő                                       |                    | Stephen Daldry          |
| 2012 | A márkák háborúja                     | Branded                           | Joseph Pascal                               |                    | Jamie Bradshaw          |
| 2012 | A márkák háborúja                     | Branded                           | Joseph Pascal                               | Aleksandr Dulerayn |                         |
| 2014 |                                       | The Letters                       | Celeste van Exem atya                       |                    | William Riead           |
| 2015 | Csillagok háborúja VII: Az ébredő Erő | Star Wars: The Force Awakens      | Lor San Tekka                               | Tordy Géza         | J. J. Abrams            |
| 2016 | Jézus, mobil, fejvadászok             | The First, the Last               | a kezeskedő                                 |                    | Bouli Lanners           |
| 2018 | Kurszk                                | Kursk                             | Vladimir Petrenko                           | Kertész Péter      | Thomas Vinterberg       |
| 2021 |                                       | Echoes of the Past                | Nikolas Andreou idősen                      |                    | Nicholas Dimitropoulos  |